# Кукини
Кукини (гав. kukini) — гавайские скороходы в доколониальную эпоху, во времена независимых вождеств на Гавайских островах.

## История
Кукини являлись элитным классом, их услугами пользовались гавайские вожди («короли»), вознаграждая за скорость. На древних Гавайях, мужчин, кандидатов в кукини, специально отбирали и серьёзно подготавливали как физически, так и психологически для занятия бегом. Эти скороходы участвовали в местных сражениях, как быстроногие посыльные и как шпионы. Также в качестве спортсменов по бегу на играх Макахики.

## Современное использование термина
Термин «кукини» стал популярным, как лейбл для наименования различных вещей. Например, корпорация спортивной обуви Nike использовала имя «Kukini» для названия одной из моделей своих кроссовок. Кроме того, словом «Kukini» называется информационный бюллетень авиационной базы ВВС США «Пёрл-Харбор — Хикэм». Информационный бюллетень библиотеки Гавайского университета в Маноа именуется «Ke Kukini».